# Гродненский ликёро-водочный завод
ОАО «Гродненский ликёро-водочный завод» (бел. ААТ «Гродзенскі лікёра-гарэлачны завод») — белорусская компания по производству водки, ликёро-водочных изделий, плодовых вин, расположенная в Гродно. Входит в государственный концерн «Белгоспищепром». По оценке предприятия, оно производит 6,4% алкогольной продукции в Республике Беларусь.

## История
Завод возводит свою историю к пивзаводу, основанному в 1889 году предпринимателем Лейбом Слуцким. Семья Слуцких управляла заводом до 1939 года, после чего предприятие приостановило свою деятельность. Завод возобновил работу в период немецкой оккупации, с 1947 года начал производить плодово-ягодные вина и безалкогольные напитки, а вскоре приступил к розливу виноградных вин. В 1981 году предприятие было преобразовано в Гродненский винодельческий комбинат. В период антиалкогольной кампании 1985—1990 годов завод был перепрофилирован на производство безалкогольных напитков и розлив виноградных вин. В 1992 году начались производство настоек и розлив спирта, в 1994 году началось производство водки, в 1995 году — ликёров. Со временем производство водки стало основным видом деятельности предприятия, и в 1996 году предприятие было переименовано в Гродненский ликёро–водочный завод (с 2001 году — республиканское унитарное предприятие), в 2003 и 2009 годах к заводу были присоединены на правах филиалов два спиртзавода — Ворончанский и Мирский (оба — в Кореличском районе Гродненской области). В 2006 году произошло переименование в РУП «Гродненский ликёро-водочный завод „Неманофф“», в 2012 году — в ОАО «Гродненский ликёро-водочный завод».

## Современное состояние
В 2014 году выручка предприятия от реализации продукции, работ, услуг составила 758,2 млрд. рублей (около 38 млн долларов), чистая прибыль — 3,9 млрд. руб. (около 0,4 млн долларов)
По состоянию на 2014 год мощности предприятия составляли 964 тыс. дал водки в год, 174 тыс. дал ликёро-водочных изделий, 170 тыс. дал плодового вина, 244 тыс. дал спирта этилового из пищевого сырья, 487 тыс. дал спирта-ректификата, 800 т солода ржаного сухого, 1400 т концентрата квасного сусла.